# Alva (Oklahoma)
Alva és una ciutat dels Estats Units a l'estat d'Oklahoma. Segons el cens del 2000 tenia 5.288 habitants.

## Demografia
Segons el cens del 2000, Alva tenia 5.288 habitants, 2.205 habitatges, i 1.261 famílies. La densitat de població era de 861,5 habitants per km².
Dels 2.205 habitatges en un 23,9% hi vivien nens de menys de 18 anys, en un 46,1% hi vivien parelles casades, en un 8,4% dones solteres, i en un 42,8% no eren unitats familiars. En el 34,7% dels habitatges hi vivien persones soles el 16% de les quals corresponia a persones de 65 anys o més que vivien soles. El nombre mitjà de persones vivint en cada habitatge era de 2,16 i el nombre mitjà de persones que vivien en cada família era de 2,81.
Per edats la població es repartia de la següent manera: un 18,9% tenia menys de 18 anys, un 21,7% entre 18 i 24, un 20,5% entre 25 i 44, un 18,9% de 45 a 60 i un 20% 65 anys o més.
L'edat mediana era de 35 anys. Per cada 100 dones de 18 o més anys hi havia 88,5 homes.
La renda mediana per habitatge era de 27.432 $ i la renda mediana per família de 38.041 $. Els homes tenien una renda mediana de 27.531 $ mentre que les dones 17.981 $. La renda per capita de la població era de 17.966 $. Entorn del 9,1% de les famílies i el 17,1% de la població estaven per davall del llindar de pobresa.

## Poblacions més properes
El següent diagrama mostra les poblacions més properes.